# International Nuclear Services
International Nuclear Services (INS) est une filiale de l'Autorité britannique de démantèlement nucléaire (en anglais : Nuclear decommissioning Authority ou NDA),  une agence gouvernementale du nucléaire britannique.
Disposant d’un effectif de 140 personnes spécialisées dans tous les rouages de ce secteur et répartie sur ses sites du Royaume-Uni, de France, d’Allemagne et du Japon, cette agence assure l’interface avec les clients de la NDA pour les contrats de retraitement de combustibles usés, de fourniture de combustibles MOX (mixed oxyde), et du transport de ces matières.

## INF France
Depuis plus de 25 ans la filiale Française, International Nuclear Services France assure la direction du groupe INS en France. Elle garantie la conformité avec les réglementations internationales et françaises dont notamment l’obtention auprès du Ministère de l'Économie, des Finances et de l'Emploi d'une licence de « Transporteur Autorisé » et assure un suivi permanent en liaison avec les partenaires industriels. On compte à l’heure actuelle plus de 1000 tonnes de combustibles nucléaire usagé transportés vers l’usine de recyclage de Sellafield au Royaume-Uni.
Par ailleurs, le terminal maritime INS de Dunkerque est un élément clé dans la stratégie britannique, le port de Dunkerque constituant avec Cherbourg l’une des deux seules routes pour le transport de matières nucléaires entre le Royaume-Uni et l’Europe continentale. Le terminal de Dunkerque constitue donc un véritable « hub » des transports nucléaire en France.

## Pacific Nuclear Transport ltd
La Pacific Nuclear Transport Limited (PNTL) fut la première compagnie maritime Britannique à recevoir une accréditation environnementale internationale. Filiale d’International Nuclear Services, du groupe Areva et de plusieurs sociétés Japonaises, PNTL exploite une flotte de navires spécialisés dans le transport des matières nucléaire en accord avec la réglementation internationale (code INF). La flotte de PNTL est dirigée par James Fisher and Sons de Barrow,  fournisseur de premier plan de services maritime approuvé au standard international ISO 9001:2000. 

## Le code INF
Code international pour le transport de combustible nucléaire irradié et emballé, plutonium et déchets hautement radioactifs à bord des navires, « International Code for the Safe Carriage of Packaged Irradiated Nuclear Fuel, Plutonium and High-Level Radioactive Wastes on Board Ships » (INF Code),  sous la convention international sur la sécurité de la vie en mer (en anglais « Safety of Life at Sea » ou SOLAS convention).